# ماگدالنا وویچیک
ماگدالنا وویچیک (لهستانی: Magdalena Wójcik؛ زادهٔ ۲۰ سپتامبر ۱۹۶۹) بازیگر تئاتر، سینما و تلویزیون اهل لهستان است.
از فیلم‌ها یا برنامه‌های تلویزیونی که وی در آن نقش داشته‌است، می‌توان به خویشاوندان سببی،عشق بزرگ، قواعد بازی، شخص خیلی مهم، سال‌های شیرین، وقایع‌نگاری رخدادهایی عاشقانه و ع چون عشق اشاره کرد.